# جغرافیای آمریکای شمالی

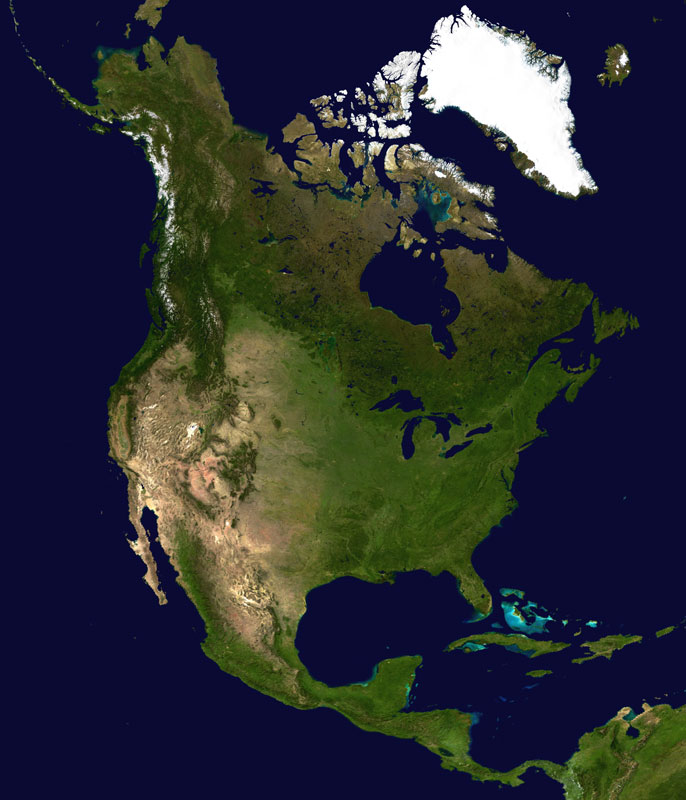
دید ماهواره‌ای از آمریکای شمالی.

آمریکای شمالی با جمعیت تخمینی ۵۸۰ میلیون نفر و مساحت ۲۴٬۷۰۹٬۰۰۰ کیلومتر مربع (۹٬۵۴۰٬۰۰۰ مایل مربع)، سرزمینی است که در نیم‌کره غربی زمین قرار گرفته است.
آمریکای شمالی در برخی تعریف‌ها نیمه شمالی قاره آمریکا به‌شمار می‌آید و در برخی تعریف‌های دیگر خود به عنوان یک قاره جداگانه درنظر گرفته می‌شود. به‌صورت قاره جداگانه، آمریکای شمالی سومین قاره بزرگ جهان است. در این نوشتار از آمریکای شمالی با عنوان قاره‌ای جداگانه یاد می‌شود.
آمریکای شمالی از غرب به اقیانوس آرام محدود می‌شود. اقیانوس اطلس شمالی در شرق آن؛ دریای کارائیب در جنوب آن؛ و اقیانوس منجمد شمالی در شمال آن قرار دارد. نیمه شمالی آمریکای شمالی کم‌جمعیت است و عمدتاً توسط کانادا پوشیده شده است. بخش شمال شرقی آمریکایی شمالی توسط گرینلند و بخش شمال غربی آن توسط آلاسکا پوشیده شده است که بزرگ‌ترین ایالت ایالات متحده آمریکا است. بخش مرکزی و جنوبی این قاره توسط ایالات متحده، مکزیک و چندین ایالت کوچکتر در آمریکای مرکزی و دریای کارائیب اشغال شده است.
مرز جنوب شرقی این قاره از سوی اکثر جغرافیدانان در حوضه آبخیز دارین در امتداد مرز کلمبیا و پاناما مشخص شده است که این، تمام پاناما را در آمریکای شمالی قرار می‌دهد. از طرف دیگر، یک دیدگاه کمتر رایج‌تر وجود دارد که آمریکای شمالی را در کانال دست‌ساز پاناما به پایان می‌رساند. جزایری که به‌طور کلی با آمریکای شمالی مرتبط هستند شامل گرینلند، بزرگ‌ترین جزیره جهان، و جزایر دریای کارائیب هستند.
نزدیکترین نقطه آمریکای شمالی به آسیا تنگه برینگ در شمال غرب است. در شمال شرق آمریکا شمالی، جزیره گرینلند واقع شده که در ۴۷۰ کیلومتری ایسلند قرار دارد. کوتاه‌ترین فاصله بین قاره آمریکای شمالی و آفریقا ۱۵۹۸ کیلومتر است در حالی که یک مسافت آلی ۹۶۰۰ کیلومتری آمریکای شمالی را از سمت شرق از استرالیا جدا می‌کند.
حوزه آبخیز اصلی در آمریکای شمالی توسط رودخانه‌های می‌سی‌سی‌پی، میزوری و اوهایو تشکیل شده است که طول آن‌ها تقریباً به اندازه رودخانه آمازون است. این حوضه ۳ میلیون و ۱۶۰ هزار کیلومتر مربع وسعت دارد.
از دیدگاه پوشش گیاهی، در شمال آمریکای شمالی، گلسنگ‌ها، خزه‌ها و علف‌های کم‌پوشش قطبی در اکثریت هستند و در کانادا و غرب ایالات متحده وسعت جنگل‌های مخروطیان و سوزنی‌برگ به ویژه کاج و صنوبر قابل توجه است.
عوارض طبیعی آمریکای شمالی شامل بخش شمالی کوردیلرا آمریکا است که از نظر زمین‌شناسی کوه‌های راکی جدید در غرب نمودی از آن هستند. کوه‌های آپالاشی که بسیار قدیمی‌ترند نیز در شرق جای گرفته‌اند. شمال آمریکای شمالی میزبان انبوهی از دریاچه‌های سرد است که در آخرین دوره یخبندان شکل گرفته‌اند، از جمله منطقه دریاچه‌های بزرگ.
شکاف قاره‌ای اصلی آمریکای شمالی، شکاف بزرگ نام دارد که از شمال و جنوب از میان کوه‌های راکی می‌گذرد. حوضه‌های آبخیز عمده‌ای که به این منطقه می‌ریزند عبارتند از می‌سی‌سی‌پی/ میسوری و ریو گرانده که به خلیج مکزیک (بخشی از اقیانوس اطلس) می‌ریزد و سنت لارنس که به اقیانوس اطلس می‌ریزد. رودخانه‌های کلرادو، کلمبیا و یوکان از غرب به اقیانوس آرام می‌ریزند.
آب و هوا تا حد زیادی توسط عرض جغرافیایی تعیین می‌شود، از سرمای قطب شمال در شمال تا گرمای استوایی در جنوب. در بخش‌های مرکزی و غربی استپ (معروف به «علفزار») و بیابان‌هایی در جنوب غربی ایالات متحده در آریزونا، کلرادو، کالیفرنیا، نوادا، نیومکزیکو، یوتا و تگزاس وجود دارد. ایالت‌های باخا کالیفرنیا، باخا کالیفرنیا سور، سونورا، چیهواهوا، کوآهویلا، نووو لئون و تاماولیپاس در مکزیک نیز بیابانی است.

## دیرین‌گیتاشناسی

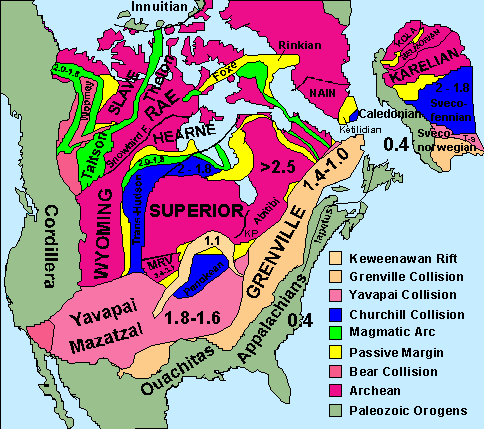
خاستگاه‌های دیرین‌زمین‌شناختی سنگ بسترهای زیر آمریکای شمالی.

بستر زیرین هفتاد درصد از آمریکای شمالی پایاپوستهٔ (کراتون) لورنتیا است. این پوستهٔ کهن در بیشتر مناطق مرکزی و شرقی کانادا در اطراف خلیج هادسون و تا جنوب ایالت‌های میشیگان، ویسکانسین و مینه‌سوتا در ایالات متحده در بالای زمین نمایان است که به این قسمت‌های نمایان، جمعاً، اصطلاحاً، سپر کانادا می‌گویند.
پوسته قاره‌ای آمریکای شمالی ۴ میلیارد سال پیش آغاز به شکل‌گیری کرد و حدود دو میلیارد سال پیش، ۶ ریزقاره با هم برخورد کردند و پایاپوسته کنونی را تشکیل دادند. این هسته توسط حرکات صفحات زمین بزرگ‌تر شده است، به ویژه بین ۱٫۸ تا ۱٫۶۵ میلیارد سال پیش. در بازه زمانی یادشده، یک قطعه که اکنون از آریزونا به میزوری امتداد دارد با بخش جنوبی و غربی پوسته پایا جوش خورد. حدود ۱٫۱ میلیارد سال پیش این پوسته پایا شروع به کافت کرد، و شکاف به‌وجودآمده از این روند (در حال حاضر سامانه شکاف قاره میانی) تا بین کانزاس و دریاچه سوپریور ادامه پیدا کرد تا این‌که سرانجام بازایستاد. این توقف شاید به دلیل «برخورد گرنویل» از سمت شرق روی داده باشد. به‌جز این تحولات، پایاپوستهٔ آمریکا شمالی نسبتاً پایدار باقی مانده است به‌طوری که برخی از سنگ‌های آن بین ۲٫۵ تا ۴ میلیارد سال عمر دارند. قدیمی‌ترین سنگ شناخته‌شده جهان، یعنی نمونه‌هایی از کمربند نووآگیتوک گرین‌استون در ساحل خلیج هادسون با عمر ۴٫۳۸ میلیارد سال در همین پوسته پایا یافت شده‌اند.
طغیان دوره‌ای دریاهای داخلی، تازه‌ترین آن «راه دریایی داخلی غربی» در دوره کرتاسه، باعث ایجاد لایه‌ای از سنگ‌های رسوبی بر روی باقی‌مانده پایاپوسته شد. پایاپوسته لورنتیا مرکز ابرقاره پیشین‌زیستی (پروتروزوئیک) رودینیا در اکثر مدل‌ها است. لورنتیا همچنین بخشی از ابرقاره‌های بعدی یعنی لاوراسیا، پانگه‌آ و لوراسیا بود.
تقریباً ۳ میلیون سال پیش، تنگه آتشفشانی پاناما بین قاره‌های آمریکای شمالی و جنوبی تشکیل شد و پلی را بر روی مسیر دریای آمریکای مرکزی ایجاد کرد و اجازه مهاجرت گیاهان و جانوران بین دو خشکی در منطقه بزرگ آمریکا را داد. ۲٫۵۸ میلیون سال پیش یخبندان کواترنری بخش اعظم قاره را با یخ پوشاند. مرکز این یخبندان در غرب خلیج هادسون بود و کف این خلیج پس از برداشته شدن وزن زیاد یخ، هنوز هم به آرامی در حال بازگشت به حالت قبلی است.
یخچال‌های طبیعی از دامنه‌های کوه‌های راکی و رشته‌کوه‌های ساحلی اقیانوس آرام فرود آمدند. پس از آن، دریاچه‌های وسیعی مانند دریاچه میسولا، بونویل، لاهونتان، آگاسیز و آلگونکوین توسط آب‌های ذوب‌شده از یخچال‌ها تشکیل شدند. بقایای آن‌ها هنوز در حوضه بزرگ و در امتداد لبه سپر کانادا به شکل دریاچه نمک یوتا، دریاچه‌های بزرگ آمریکا و دریاچه‌های بزرگ غرب مرکزی کانادا قابل مشاهده است.
آخرین عصر یخبندان از عصر یخ کنونی باعث پایین آمدن سطح دریا شد و پل خشکی برینگیا را بین آلاسکا و سیبری از آب بیرون آورد. این پل خاکی مهاجرت انسان از آسیا به قاره آمریکا را بین ۴۰۰۰۰ تا ۱۵۰۰۰ سال رقم زد.

## سطح و اقلیم

دشت‌های بزرگ آمریکا.

دشت‌های بزرگ آمریکا گستره وسیعی از مرغزار و استپ است که در شرق کوه‌های راکی در ایالات متحده آمریکا و کانادا قرار دارد. دشت‌های باریک در ساحل مکزیک و گرم‌دشت می‌سی‌سی‌پی به ترتیب مناطق متناظری برای بیابان پاتاگونیا و پامپاهای آمریکای جنوبی هستند؛ بنابراین رشته‌کوه آپالاش و رشته‌کوه‌های برزیل به‌عنوان وقفه‌های مشابهی در جامعه دشت‌ها در نظر گرفته می‌شوند.
آمریکای شمالی تا ۱۰ درجه از عرض جغرافیایی هر دو استوا و قطب شمال گسترش می‌یابد. این منطقه همه مناطق آب و هوایی را در بر می‌گیرد، از جنگل‌های بارانی استوایی و ساوانا در مناطق پست آمریکای مرکزی گرفته تا مناطق یخ دائمی در مرکز گرینلند. اقلیم نیمه‌قطبی و سرددشتی (توندرا) در شمال کانادا و شمال آلاسکا چیرگی دارد و در مناطق داخلی که توسط کوه‌های مرتفع از بادهای غربی باران‌بار جدا شده‌اند، شرایط بیابانی و نیمه‌خشک حاکم است. با این حال، بیشتر قاره دارای آب و هوای معتدل است که برای سکونت و کشاورزی بسیار مطلوب است. چمنزارها یا علفزارها گستره‌های عظیمی را در بین رشته‌کوه‌ها پوشش می‌دهند.

## پوشش گیاهی
در آمریکای شمالی پراکنش‌های مختلف حیات گیاهی وجود دارد. زندگی گیاهان در شمالگان شامل علف‌ها، خزه‌ها و بیدهای قطبی است. درختان مخروطی، از جمله کاج، کاج نوئل، کاج‌های شوکران و نَرّاد، بومی رشته‌کوه‌های کانادا و غرب ایالات متحده تا جنوب سان فرانسیسکو هستند. سکویا، سرو و کاج قندی هم رایج است. کاج‌های قندی به‌طور کلی به منطقه شمال غربی ایالات متحده محدود می‌شوند. منطقه مرکزی کشور دارای درختان سخت‌چوب است. ایالت‌های جنوبی کاج‌های زرد گسترده و درخت ماهون را پرورش می‌دهند.
جنوب غرب دارای گیاهان بیابانی از جمله زنگوله‌ای و کاکتوس است. گیاهان بومی کشت شده آمریکای شمالی عبارتند از: تنباکو، ذرت، وانیل، ملون، کاکائو، کدو قلیایی، گیاه نیل و لوبیا.

## زیست جانوری
آمریکای شمالی خانه بسیاری از گونه‌های پستاندار بومی است. چندین گونه آهو، از جمله گوزن، گوزن شمالی و گوزن دم‌سفید فراوان در سراسر مناطق مختلف، همراه با گاومیش کوهان‌دار در دشت‌های مرکزی و گاو مشک در سرددشت‌های شمال یافت می‌شوند. سه گونه خرس، چندین زیرگونه از گرگ و انواع گوشتخواران دیگر مانند راکون، گندراسو و گربه‌سانان از جمله گربه و سیاه‌گوش به‌طور گسترده پراکنش دارند.
اعضای خانواده راسویان به تعداد زیاد در آمریکای شمالی سکونت دارند، از جمله گورکن، سمور، موش خرما، و دله. گونه‌های متعددی از سنجاب‌ها و سایر جوندگان، مانند موش‌های آبی، تقریباً در هر منطقه از این قاره یافت می‌شوند. آمریکای مرکزی تنبلها، مورچه‌خوارها و آرمادیلوها را با خود سازگار کرده است. حیوانات دیگر عبارتند از رخ‌کرکس کالیفرنیا که بیشتر در کالیفرنیا یافت می‌شود، طوطی و میمون جنگل‌های استوایی، مرغ مگس‌خوار، مار زنگی، تمساح آمریکایی، و کیمن در کناره‌های نهرها، و دسته ای از پشه‌ها در دشت‌های وسیع.